# R/antiwork
O r/antiwork é um subreddit associado ao movimento de recusa do trabalho. As postagens no fórum, que usam o slogan "Desemprego para todos, não apenas para os ricos!", Costumam descrever as experiências negativas dos funcionários no trabalho; membros do subreddit também organizaram ações, incluindo um boicote de consumidores à Black Friday, bem como a ação coordenada de candidaturas a empregos falsos no sistema da Kellogg, depois que a empresa anunciou um planos para substituir 1.400 trabalhadores em greve.
A popularidade do r/antiwork aumentou em 2021, com mais de 1.300.000 membros em dezembro de 2021, representando um aumento de mais de 900.000 membros naquele ano.

## Formação
O r/antiwork foi criado em 2013. Doreen Ford, também conhecida como Doreen Cleyre em homenagem a Voltairine de Cleyre, o moderador por mais tempo no cargo, descreve o subreddit como uma grande tenda do movimento anti-trabalho.

## Conteúdo
r/antiwork usa o slogan "Desemprego para todos, não apenas para os ricos!" Os membros do subreddit são conhecidos como "preguiçosos" em referência à ética de trabalho protestante. As postagens comumente criticam a cultura do trabalho compulsivo e compartilham histórias de experiências negativas de funcionários em seus empregos, incluindo tratamento injusto e más condições de trabalho, bem como salários baixos. Outras publicações expressam a felicidade dos membros após deixarem seus empregos, uma tendência que começou no subreddit em 2020 e foi associada à Grande Renúncia em 2021.
O subreddit inclui uma biblioteca digital de textos incluindo Bullshit Jobs, "O Elogio ao Ócio" e Bartleby, o Escrivão, bem como uma coleção de citações anti-work, uma trilha sonora que inclui "9 a 5" de Dolly Parton e uma página de perguntas frequentes. A discussão aberta sobre os salários dos trabalhadores é incentivada, assim como a organização sindical.

### Ideologia
"O subreddit e anti-trabalho, nao reforma do trabalho. Nao somos liberais, de uma ideologia capitalista. Nos somos esquerdistas, anti-capitalistas, e queremos a aboliçao de todo trabalho.
- Uma publicaçao no r/antiwork de 2021
Os membros da r/antiwork têm opiniões variadas sobre o trabalho. A maioria apóia uma mudança no que é conceituado como "trabalho", enquanto alguns defendem a abolição total do trabalho, e outros se opõem ao trabalho sem sentido ou ao trabalho em um sistema capitalista. À medida que o número de membros do subreddit aumentou, alguns membros antigos se opuseram à percebida ideologia liberal dos recém-chegados.
Em novembro de 2021, a moderadora Doreen Ford disse ao The Independent que "O principal objetivo do movimento anti-trabalho é apenas abolir o trabalho, mas o que isso acaba parecendo é muito diferente, dependendo de quem você pergunta", observando que os membros do r/antiwork inclui "pessoas que são anarquistas, pessoas que são comunistas, pessoas que são social-democratas, pessoas que gostam de Bernie, pessoas que gostam de Andrew Yang", concluindo que "há muitos tipos diferentes de esquerdistas".

### Atividade
Durante a pandemia de COVID-19, os membros do r/antiwork compartilharam várias estratégias de movimentação de mouse para combater o bossware utilizado por empresas com o objetivo de monitorar a produtividade dos funcionários que trabalham em casa.
Em 2021, membros da r/antiwork convocaram um boicote dos consumidores à Black Friday, chamando-a de "Blackout Black Friday". Em dezembro de 2021, vários membros postaram imagens de manifestos anti-trabalho que foram impressos em impressoras de recibos e encaminhavam os leitores para r/anti-trabalho. Alguns usuários do Reddit sugeriram que as impressões eram falsas, mas o fundador da empresa de segurança cibernética GreyNoise disse à Vice que o tráfego de rede sugeria que elas estavam sendo impressas remotamente em impressoras "configuradas incorretamente para serem expostas à internet".
Em 9 de dezembro de 2021, depois que a Kellogg's anunciou planos de contratar novos trabalhadores permanentes para substituir 1.400 trabalhadores em greve, um tópico sobre r/anti-trabalho instou os membros a enviar candidaturas falsas para os novos cargos a fim de sobrecarregar o sistema de contratação da empresa. Até 10 de dezembro, o tópico teve mais de 62.000 votos positivos; o diretor de comunicação do sindicato que representa os trabalhadores em greve descreveu como "fenomenal". Os membros relataram ter enviado inscrições falsas e que o site de inscrição travou repetidamente; um porta-voz da Kellog negou que o site tivesse travado, dizendo ao Business Insider que o processo de contratação estava "totalmente operacional". A iniciativa se espalhou para outras plataformas de mídia social.

## Popularidade
Em janeiro de 2020, o subreddit r/antiwork tinha cerca de 70.000 membros. Em fevereiro de 2021, 235.000 pessoas eram membros da r/anti-trabalho, mais que o dobro do número de membros de março de 2020. A revista Huck atribuiu o crescimento do subreddit no número de membros à pandemia COVID-19 e eventos relacionados, incluindo um aumento na quebra de sindicatos, bem como uma maior aceitação de redes da ajuda mútua e a semana de trabalho de quatro dias. Até o dia 10 de dezembro de 2021, o subreddit tinha mais de 1.300.000 membros, um aumento de 279% a partir de 2020 com um ganho de mais de 900.000 membros em 2021. De acordo com o Reddit, r/antiwork foi um dos 15 subreddits de crescimento mais rápido em até 24 de novembro de 2021.
Em 2021, artigos de opinião no The New York Times e no The Guardian expressaram solidariedade com r/antiwork.